# Giulio Ramponi

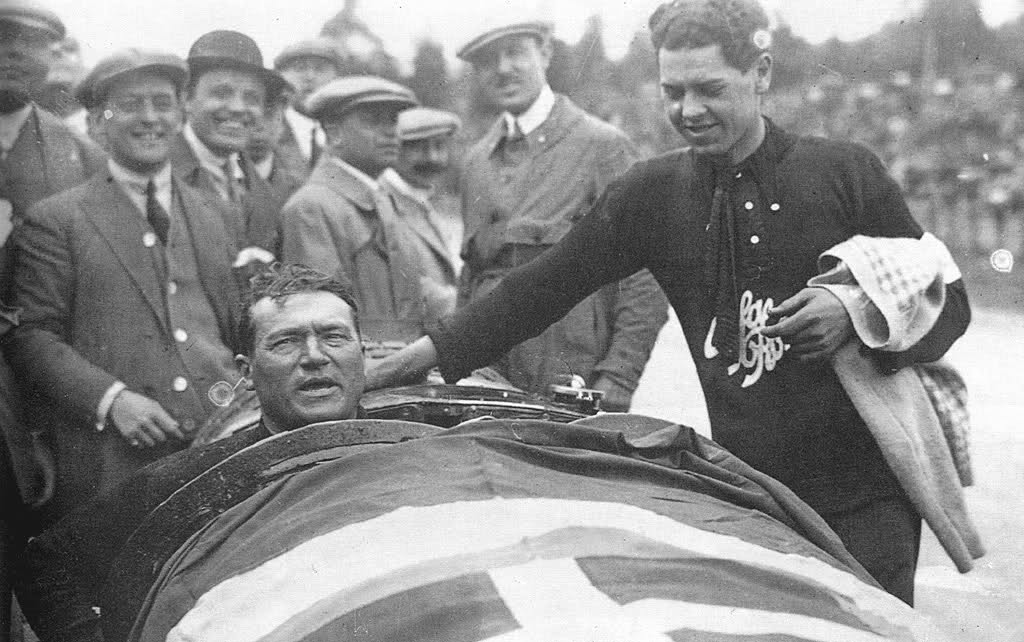
Antonio Ascari (im Alfa Romeo P2) und Giulio Ramponi (daneben stehend), nach dessen Sieg beim Großen Preis von Belgien 1925.

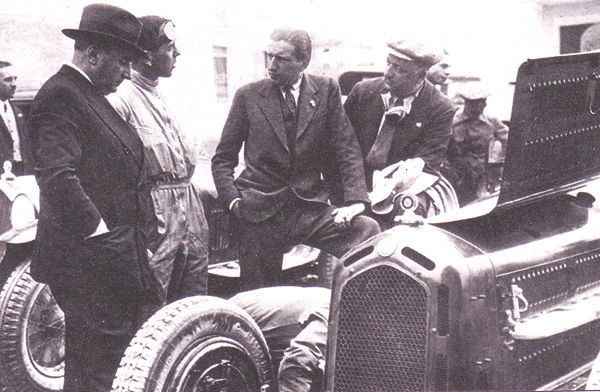
Von Links: Eduardo Weber, Giulio Ramponi, Carlo Felice Trossi und Enzo Ferrari im Juni 1933 beim Bergrennen Parma–Poggio di Berceto.

Giulio Ramponi (* 8. Januar 1902 in Mailand; † 17. Dezember 1986 in Nelspruit) war ein italienischer Rennmechaniker und Autorennfahrer, der auch die britische Staatsbürgerschaft besaß.

## Mechaniker und Techniker
Giulio Ramponi wurde als kleines Kind zum Halbwaisen und zeigte früh Interesse an allem Mechanischem. Nach der Schulzeit arbeitete er bei Pelizzola, ein Unternehmen das Benzinpumpen herstellte. Mit dem Motorsport in Kontakt kam er durch Giuseppe Campari, einem Freund seines Stiefvaters. Campari suchte für das Bergrennen Parma–Poggio di Berceto einen beifahrenden Rennmechaniker und wurde bei Ramponi fündig.
In den 1920er-Jahren war es üblich, dass Mechaniker als Beifahrer bei den Monoposto- und Sportwagenrennen im Cockpit mitfuhren. Ramponi erhielt 1922 seine Ausbildung in der Rennabteilung von Alfa Romeo. Alfa-Romeo-Testfahrer Attilio Marinoni führte ihn in die Kunst des Rennfahrens ein.
Als Vittorio Jano 1923 zu Alfa Romeo kam, wurde Ramponi Chef-Rennmechaniker und war intensiv in die Entwicklung des P2 eingebunden. Bis zu dessen Tod 1925 war er Rennmechaniker von Antonio Ascari. In dieser Funktion gewann er den Großen Preis von Italien 1924 und den Großen Preis von Belgien 1925. 
Mit Giuseppe Campari siegte er bei der Mille Miglia 1928 und 1929. Nach dem Ende der beifahrenden Mechaniker wurde Ramponi erst Chefmechaniker bei Alfa Romeo und Anfang der 1930er-Jahre bei Tim Birkin. Nach zwei Jahren bei der Scuderia Ferrari betreute er den späteren Daimler-Benz-Werksfahrer Richard Seaman. Während des Zweiten Weltkriegs war Ramponi, der inzwischen britischer Staatsbürger war, auf der Isle of Man interniert. Nachdem seine erste Frau während der Kriegsjahre verstorben war, heiratete er 1947 zum zweiten Mal. Bis zu seinem Ruhestand, den er ab 1973 in Südafrika verbrachte, war er als Berater in der britischen Automobilbranche tätig und bereitete Alfa-Romeo-Fahrzeuge für den Renneinsatz vor.

## Karriere im Motorsport
Anfang der 1930er-Jahre fuhr Ramponi auch selbst einige Rennen. Er ging mehrmals bei der RAC Tourist Trophy an den Start und fuhr 1930 das 24-Stunden-Rennen von Le Mans. Er war Teampartner von Dudley Benjafield auf einem von Dorothy Paget gemeldeten Bentley Blower C. Der Einsatz endete nach einem Defekt vorzeitig.

## Statistik

### Le-Mans-Ergebnisse
| Jahr | Team               | Fahrzeug         | Teamkollege       | Platzierung | Ausfallgrund |
| ---- | ------------------ | ---------------- | ----------------- | ----------- | ------------ |
| 1930 | Hon. Dorothy Paget | Bentley Blower C | Dudley Benjafield | Ausfall     | Motorschaden |